# Drosophila similis
Drosophila similis är en tvåvingeart som beskrevs av Samuel Wendell Williston  1896. Drosophila similis ingår i släktet Drosophila och familjen daggflugor.
Artens utbredningsområde är Västindien, Mexiko och Trinidad.